# Assiminea kurodai
Assiminea kurodai е вид коремоного от семейство Assimineidae.

## Разпространение
Видът е разпространен в Провинции в КНР и Тайван.